# Reinhard Kekulé von Stradonitz
Heinrich Friedrich Reinhard Kekulé von Stradonitz, född 6 mars 1839 i Darmstadt, död 23 mars 1911 i Berlin, var en tysk arkeolog och museidirektör.
Kekulé studerade vid universiteten i Erlangen och Berlin. Han blev 1870 extra ordinarie och 1873 ordinarie professor i klassisk arkeologi vid Bonns universitet. År 1889 blev han direktör för Berlinmuseernas avdelning för antik skulptur och professor vid Berlins universitet. Till hans studenter hörde bland andra Ulrich von Wilamowitz-Moellendorff.
Kekulé utgav ett stort antal avhandlingar inom den klassiska arkeologins olika områden, av vilka kan nämnas Die antiken Bildwerke im Theseion zu Athen (1869), Die Balustrade des Tempels der Athena Nike (1869), Griechische Thonfiguren aus Tanagra (1878). Han redigerade det stora verket "Die antiken Terrakotten" och författade själv del II: "Die Terrakotten von Sizilien". Han skrev dessutom Das Leben Welckers (1880).
Han har kallats den moderna ikonologins grundare.